# Libnotes (Gressittomyia) xenoptera
Libnotes (Gressittomyia) xenoptera is een tweevleugelige uit de familie steltmuggen (Limoniidae). De soort komt voor in het Oriëntaals gebied.